# أبلق هيوم
ابلق هيوم (الاسم العلمي: Oenanthe albonigra) هو طائر ينتمي إلى صائدة الذباب.